# Уралтау (село)
Уралта́у (баш. Урал-Тау) — село в Белорецком районе Башкортостана России, относится к Абзаковскому сельсовету.
Здесь родился и вырос известный башкирский реп исполнитель МС Инсан.

## География
Расстояние до:
- районного центра (Белорецк): 13 км,
- центра сельсовета (Абзаково): 23 км,
- ближайшей ж.-д. станции (Урал-Тау): 0 км.

## История
До 10 сентября 2007 года называлось селом станции Урал-Тау.

## Население
| 2002 | 2009 | 2010 |
| ---- | ---- | ---- |
| 84   | ↗96  | ↘78  |